# Vlag van Benito Juárez (Quintana Roo)

Vlag van Benito Juárez (ratio 4:7)

Historische vlag van Benito Juárez 2000-2020 (ratio 4:7)

De vlag van Benito Juárez, hoofdstad van de Mexicaanse deelstaat Quintana Roo, bestaat uit een witte achtergrond met het wapen van Benito Juárez in het midden; waarbij de hoogte-breedteverhouding van de vlag net als die van de Mexicaanse vlag 4:7 is. De huidige vlag werd aangenomen op 28 april 2020. Het is ook de vlag van de stad Cancún.
De vlag van verscheen in 2000 als een van de meest avant-gardistische symbolen van het land, een wit veld die het gemeentewapen voorstelt.
Een wapen voor de gemeente Benito Juárez, die ook de stad Cancún vertegenwoordigt, werd gemaakt door de Californische grafisch ontwerper van Mexicaanse afkomst Joe Vera, na een wedstrijd georganiseerd door Fonatur. Het bestaat uit drie delen: de blauwe kleur symboliseert de Caraïbische Zee, het gele het zand en het rode de zonnestralen. Het is geïnspireerd op de Maya-doelen van het balspel.